# Archibald Vivian Hill
Archibald Vivian Hill, CH, OBE (Bristol, 26 de setembro de 1886 — Cambridge, 3 de junho de 1977) foi um fisiologista britânico. Foi agraciado com o Nobel de Fisiologia ou Medicina de 1922, por trabalhos feitos sobre produção de calor pelos membros durante sua atividade. Conhecido pelo modelo matemático da contração muscular, o modelo de Hill. Estudou no Trinity College da Universidade de Cambridge, da qual posteriormente foi professor entre 1910 e 1916.

## Cooperatividade de ligação de proteínas e cinética enzimática
Embora o trabalho de Hill em fisiologia muscular seja provavelmente o mais importante e certamente responsável por seu Prêmio Nobel, ele também é muito conhecido em bioquímica pela equação de Hill , que ele usou para quantificar a ligação do oxigênio à hemoglobina, escrita aqui como uma equação cinética, pois é usado principalmente para isso:
{\displaystyle v=V{\frac {a^{h}}{K_{0,5}^{h}+a^{h}}}}
Aqui  é a taxa de reação na concentração {\displaystyle a} de substrato, {\displaystyle V} é a taxa de saturação, {\displaystyle {K_{0,5}}} é o valor de {\displaystyle a} isso dá {\displaystyle v=0,5V}, e o expoente {\displaystyle h} é um parâmetro que expressa o grau de afastamento da cinética de Michaelis-Menten: cooperatividade positiva para {\displaystyle h>1}, sem cooperatividade para {\displaystyle h=1}, e cooperatividade negativa para {\displaystyle h<1}. Observe que não há nenhuma implicação de que {\displaystyle h} é um número inteiro e, na maioria dos casos experimentais, além do caso trivial de {\displaystyle h=1}, não é. Embora muitos autores usem {\displaystyle h} ou {\displaystyle {n_{\mathrm {H} }}} ao invés de {\displaystyle h} esses símbolos são enganosos se considerados como sugerindo que mostram o número de locais de ligação na proteína. O próprio Hill evitou tal interpretação
A equação pode ser reorganizada da seguinte forma:
{\displaystyle \ln[v/(V-v)]=h\ln a-h\ln K_{0,5}}
Isso mostra que quando a equação de Hill é obedecida com precisão (o que geralmente não é) um gráfico de {\displaystyle \ln[v/(V-v)]} dá uma linha reta de inclinação {\displaystyle h}. Isso é chamado de plotagem de Hill.

## Fisiologia muscular
Hill fez muitas medições precisas do calor liberado quando os músculos esqueléticos se contraem e relaxam. Uma descoberta importante foi que o calor é produzido durante a contração, o que requer investimento de energia química, mas não durante o relaxamento, que é passivo. Suas primeiras medições usaram equipamentos deixados para trás pelo fisiologista sueco Magnus Blix, Hill mediu um aumento de temperatura de apenas 0,003 °C. Após a publicação, ele soube que fisiologistas alemães já haviam relatado sobre calor e contração muscular e ele foi para a Alemanha para aprender mais sobre seu trabalho. Ele aprimorou continuamente seu aparelho para torná-lo mais sensível e reduzir o lapso de tempo entre o calor liberado pela preparação e seu registro por seu termopar.
Hill é considerado, junto com Hermann Helmholtz, um dos fundadores da biofísica.
Hill retornou brevemente a Cambridge em 1919 antes de assumir a cadeira de fisiologia na Victoria Universidade de Manchester em 1920, na sucessão de William Stirling. Usando a si mesmo como sujeito - ele corria todas as manhãs das 7h15 às 10h30 - ele mostrou que correr uma corrida depende de estoques de energia que depois são repostos pelo aumento do consumo de oxigênio. Paralelamente ao trabalho do alemão Otto Fritz Meyerhof, Hill elucidou os processos pelos quais o trabalho mecânico é produzido nos músculos. Os dois compartilharam o Prêmio Nobel de Fisiologia e Medicina de 1922 por este trabalho. Hill introduziu os conceitos de consumo máximo de oxigênio e débito de oxigênio em 1922.

## Publicações
- Gray, C. H. (1947). «The significance of the van den Bergh reaction». The Quarterly Journal of Medicine. 16 (63): 135–142. PMID 20263725
- Hill, A. V.; Long, C. N. H.; Lupton, H. (1924). «Muscular Exercise, Lactic Acid, and the Supply and Utilisation of Oxygen». Proceedings of the Royal Society B: Biological Sciences. 96 (679): 438–475. doi:10.1098/rspb.1924.0037
- Hill, A.V. (1924–25). Textbook of Anti-Aircraft Gunnery, 2 vols
- «The scientific study of athletics». Scientific American. 224 (April) (4): 224–225. 1926. Bibcode:1926SciAm.134..224H. doi:10.1038/scientificamerican0426-224
- Muscular Activity. Philadelphia: University of Pennsylvania Press. 1926a. ISBN 978-0-8493-5494-6
- Muscular Activity: Herter Lectures – Sixteenth Course. Baltimore: Williams & Wilkins Company. 1926b
- - (1927a). Muscular Movement in Man
- - (1927b). Living Machinery
- Hill, A. V. (1928). «Myothermic apparatus». Proceedings of the Royal Society B: Biological Sciences. 103 (723): 117–137. Bibcode:1928RSPSB.103..117H. doi:10.1098/rspb.1928.0029
- Adventures in Biophysics. Philadelphia: University of Pennsylvania Press. 1931
- - (1932) Chemical Wave Transmission in Nerve
- The Ethical Dilemma of Science, and Other Writings. New York: Rockefeller Institute Press. 1960
- Trails and Trials in Physiology: A Bibliography, 1909–1964; with reviews of certain topics and methods and a reconnaissance for further research. London: Arnold. 1965